# Bubentum
Bubentum va ser una ciutat del Làtium esmentada per Dionís d'Halicarnàs, que diu que era una de les 30 ciutats que formaven part de la Lliga llatina. No és esmentada ni abans ni després, però Plini el Vell parla dels Bubetanis (probablement seria els Bubentanis) a la llista de pobles extingits del Làtium, sense precisar on vivien.